# 세도 가회리 장군제
세도 가회리 장군제는 충청남도 부여군 세도면에 있다. 2005년 7월 6일 부여군의 향토문화유산 제77호로 지정되었다.